# Glaciar de Pré de Bar
O Glaciar de Pré de Bar - Ghiacciaio di Pré de Bar em italiano - fica no Vale de Aosta, na Itália.
Encontra-se na comuna de Courmayeur, e está rodeado por:
- Agulha de Triolet - 3 874 m
- Ponta de Pré de Bar - 3 659 m
- Monte Dolent - 3 819 m
- Monte Grapillon - 3 576 m

Com uma superfície de 340 hectares, tem 3,9 km de comprimento. Termina a 2150 m e forma-se a 3 750 m de altitude.